# 美国长白猪
美国长白猪（英語：American Landrace pig）是家猪的一个品种。长白猪全身为白色、鼻子较长且耳朵下垂。
美国长白猪最早起源于1895年的丹麦长白猪。19世纪30年代初，美国农业部向丹麦外交部购买24头丹麦长白猪用于猪的研究，并规定不得用于纯种繁育。这些猪在美国农业部的试验站进行了杂交并培育出了新的品种。美国长白猪的基础群就是这些猪的后代或者引入少量的波中猪血缘。而之后从挪威进口的38头猪则带来了挪威、丹麦和瑞典猪的血缘。而这些血缘的融合导致了美国长白猪的形成。
1949年，在美国农业部的请求下, 丹麦取消了对美国的品种禁令。美国长白猪协会成立于1950年。